# Super 10 2008-2009
Il Super 10 2008-09 fu il 79º campionato nazionale italiano di rugby a 15 di prima divisione. Sponsorizzato dal gruppo assicurativo francese Groupama, fu anche noto alle cronache come Groupama Super 10.
Si tenne dal 13 settembre 2008 al 30 maggio 2009 tra 10 squadre e la finale fu disputata allo stadio Flaminio di Roma.
Si tratta dell'ultimo campionato di vertice gestito dalla Lega Italiana Rugby d'Eccellenza (LIRE); questa infatti, per accordo con la Federazione Italiana Rugby, aveva titolo a gestire il Super 10 solo a condizione che essa rappresentasse l'80% delle squadre di massima serie, allo stato almeno 8; tuttavia, già nel corso del 2008 il Benetton e il Calvisano erano usciti dalla LIRE, e ad esse si aggiunse, al termine della stagione 2007-08, la Capitolina.
La stagione terminò con la finale tra Benetton e Viadana, vinta dai trevigiani 29-20, dopo aver superato rispettivamente Rovigo e Calvisano nelle semifinali play-off.
Per il Benetton si trattò del quattordicesimo titolo nazionale, a solo 4 di distanza dall'Amatori Milano, detentore del maggior numero di scudetti con 18; retrocesso sul campo fu il GRAN Parma, ma le decisioni delle società nel corso dell'estate successiva cambiarono la composizione del campionato successivo.

## La fine della Lega Italiana Rugby d'Eccellenza
Oggetto della dissociazione dalla L.I.R.E. fu la decisione della maggioranza delle società ad essa affiliata di respingere il progetto federale di dar vita a due franchigie destinate a integrare la Celtic League a partire dalla stagione 2010-11, basandosi sulla considerazione che tale decisione avrebbe declassato il campionato italiano e lo avrebbe reso meno appetibile agli operatori del settore televisivo.
Prima della stagione in oggetto, quindi, la LIRE rappresentava solo 7 delle 10 squadre iscritte al campionato, ma una deroga della Federazione permise al campionato di iniziare ugualmente, con gestione congiunta; il 28 ottobre 2008, in corso di torneo, anche la Rugby Roma uscì dalla LIRE, adducendo anch'essa motivazioni economiche (mancata promozione del campionato presso i media) e sportive (necessità di sviluppare, di concerto con Capitolina e altri club romani, la franchigia per la Celtic League).
Facendo seguito alla loro decisione di voler dedicarsi alla franchigia per la Celtic League e sviluppo del settore giovanile, Calvisano e Capitolina non si iscrissero al campionato 2009-10; per decisione della FIR il Calvisano fu assegnato alla serie A2 e la Capitolina alla serie B.
A seguito di tale decisione federale, fatta salva la vittoria in campionato del Benetton e il suo accesso alla Heineken Cup insieme all'altra finalista Viadana, l'assetto del campionato fu così definito:
- il GRAN Parma, ultimo classificato nel Super 10 2008-09, fu ripescato per la stagione successiva;
- il Calvisano fu riassegnato alla serie A2;
- la Capitolina fu riassegnata alla serie B;
- il 10º posto utile fu assegnato alla squadra finalista del campionato di serie A 2008-09, L’Aquila (sconfitta da I Cavalieri, promossi sul campo al Super 10 2009-10);
- stante l'abbandono del Calvisano, la Rugby Roma prese il suo posto nell'European Challenge Cup;
- l'organizzazione del campionato successivo fu messa in capo alla FIR.

## Squadre partecipanti
| Club          | Sponsor                         | Città     | Impianto interno                |
| ------------- | ------------------------------- | --------- | ------------------------------- |
| Benetton      | Benetton (abbigliamento)        | Treviso   | Stadio di Monigo                |
| Calvisano     | Cammi (edilizia)                | Calvisano | Stadio San Michele              |
| Capitolina    | AlmavivA (software)             | Roma      | Stadio Flaminio                 |
| GRAN Parma    | PlusValore (finanziaria)        | Parma     | Stadio XXV Aprile               |
| Parma         | Overmach (meccanica)            | Parma     | Stadio XXV Aprile               |
| Petrarca      | Carrera (abbigliamento)         | Padova    | Stadio Plebiscito               |
| Rugby Roma    | Futura Park (parcheggi)         | Roma      | Stadio Tre Fontane              |
| Rovigo        | Femi-CZ (portacavi)             | Rovigo    | Stadio Mario Battaglini         |
| Veneziamestre | Casinò di Venezia               | Venezia   | Campo comunale di Favaro Veneto |
| Viadana       | Banca Monte dei Paschi di Siena | Viadana   | Stadio Luigi Zaffanella         |

## Stagione regolare

### Risultati
| 13-9-2008  | 1ª/10ª giornata            | 11-1-2009 |
| ---------- | -------------------------- | --------- |
| 14-33      | Capitolina ― Parma         | 24-38     |
| 20-13      | Calvisano ― Rugby Roma     | 28-12     |
| 13-18      | Veneziamestre ― Viadana    | 19-38     |
| 3-20       | GRAN Parma ― Benetton      | 12-31     |
| 18-10      | Petrarca ― Rovigo          | 22-24     |
|            |                            |           |
| 4-10-2008  | 4ª/13ª giornata            | 14-4-2009 |
| 34-15      | Benetton ― Petrarca        | 13-19     |
| 42-0       | Calvisano ― GRAN Parma     | 16-18     |
| 36-16      | Rovigo ― Capitolina        | 30-5      |
| 9-12       | Rugby Roma ― Veneziamestre | 8-19      |
| 30-34      | Parma ― Viadana            | 21-15     |
|            |                            |           |
| 29-11-2008 | 7ª/16ª giornata            | 26-4-2009 |
| 13-16      | Capitolina ― GRAN Parma    | 6-5       |
| 12-15      | Veneziamestre ― Petrarca   | 13-20     |
| 10-13      | Rovigo ― Benetton          | 13-24     |
| 20-6       | Viadana ― Calvisano        | 6-23      |
| 22-20      | Parma ― Rugby Roma         | 3-17      |

| 20-9-2008  | 2ª/11ª giornata            | 28-3-2009 |
| ---------- | -------------------------- | --------- |
| 39-11      | Viadana ― Capitolina       | 35-32     |
| 38-13      | Benetton ― Veneziamestre   | 9-9       |
| 46-16      | Rovigo ― Calvisano         | 9-25      |
| 34-12      | Rugby Roma ― GRAN Parma    | 25-19     |
| 42-0       | Parma ― Petrarca           | 35-26     |
|            |                            |           |
| 25-10-2008 | 5ª/14ª giornata            | 18-4-2009 |
| 18-21      | Capitolina ― Benetton      | 14-51     |
| 28-16      | Petrarca ― GRAN Parma      | 27-18     |
| 36-24      | Veneziamestre ― Calvisano  | 7-55      |
| 27-15      | Viadana ― Rugby Roma       | 26-25     |
| 20-30      | Parma ― Rovigo             | 6-14      |
|            |                            |           |
| 20-12-2008 | 8ª/17ª giornata            | 2-5-2009  |
| 28-26      | Calvisano ― Benetton       | 19-26     |
| 18-21      | Petrarca ― Viadana         | 13-31     |
| 19-23      | Veneziamestre ― Capitolina | 23-23     |
| 23-27      | Rugby Roma ― Rovigo        | 11-19     |
| 13-18      | GRAN Parma ― Parma         | 19-25     |

| 27-9-2008 | 3ª/12ª giornata            | 4-4-2009  |
| --------- | -------------------------- | --------- |
| 20-28     | Capitolina ― Calvisano     | 0-26      |
| 15-13     | Petrarca ― Rugby Roma      | 37-28     |
| 9-15      | Veneziamestre ― Parma      | 12-33     |
| 14-20     | Viadana ― Benetton         | 14-25     |
| 20-16     | GRAN Parma ― Rovigo        | 10-30     |
|           |                            |           |
| 1-11-2008 | 6ª/15ª giornata            | 22-4-2009 |
| 9-27      | Benetton ― Parma           | 22-22     |
| 19-3      | Calvisano ― Petrarca       | 24-30     |
| 24-23     | Rovigo ― Viadana           | 11-36     |
| 14-13     | Rugby Roma ― Capitolina    | 22-28     |
| 26-15     | GRAN Parma ― Veneziamestre | 14-18     |
|           |                            |           |
| 6-1-2009  | 9ª/18ª giornata            | 9-5-2009  |
| 20-10     | Capitolina ― Petrarca      | 29-29     |
| 29-19     | Benetton ― Rugby Roma      | 15-23     |
| 15-15     | Rovigo ― Veneziamestre     | 25-15     |
| 52-14     | Viadana ― GRAN Parma       | 43-18     |
| 11-28     | Parma ― Calvisano          | 14-20     |

### Classifica
| Pos | Squadra       | G  | V  | N | P  | PF  | PS  | DP   | BMP | Pt |
| --- | ------------- | -- | -- | - | -- | --- | --- | ---- | --- | -- |
| 1   | Viadana       | 18 | 13 | 0 | 5  | 492 | 338 | +154 | 9   | 61 |
| 2   | Benetton      | 18 | 12 | 2 | 4  | 426 | 292 | +134 | 7   | 59 |
| 3   | Calvisano     | 18 | 12 | 0 | 6  | 447 | 297 | +150 | 6   | 54 |
| 4   | Rovigo        | 18 | 11 | 1 | 6  | 389 | 318 | +71  | 6   | 52 |
| 5   | Parma         | 18 | 11 | 1 | 6  | 415 | 326 | +89  | 6   | 52 |
| 6   | Petrarca      | 18 | 9  | 1 | 8  | 345 | 402 | −57  | 4   | 42 |
| 7   | Rugby Roma    | 18 | 5  | 0 | 13 | 333 | 371 | −38  | 8   | 28 |
| 8   | Veneziamestre | 18 | 4  | 3 | 11 | 279 | 408 | −129 | 5   | 27 |
| 9   | Capitolina    | 18 | 4  | 2 | 12 | 309 | 475 | −166 | 6   | 26 |
| 10  | GRAN Parma    | 18 | 4  | 0 | 14 | 253 | 461 | −208 | 6   | 22 |

## Play-off
|  | Semifinali | Semifinali | Semifinali | Semifinali | Semifinali |  |  | Finale   | Finale   | Finale |  |
|  |            |            |            |            |            |  |  |          |          |        |  |
|  | 4          | Rovigo     | 19         | 11         | 30         |  |  |          |          |        |  |
|  | 1          | Viadana    | 23         | 15         | 38         |  |  | Viadana  | Viadana  | 20     |  |
|  | 3          | Calvisano  | 18         | 6          | 24         |  |  | Benetton | Benetton | 29     |  |
|  | 2          | Benetton   | 13         | 15         | 28         |  |  |          |          |        |  |

### Semifinali
| Arbitro: | Stefano Pennè (Milano) |

|                           |      |                              |
| Di Maura 22’              | mt   | 9’ S. Bortolussi 64’ tecnica |
| Bustos 22’                | tr   | 9’, 64’ Hore                 |
| Bustos 15’, 44’, 57’, 68’ | c.p. | 4’, 75’ Hore 40+7’ Law       |

| Arbitro: | Carlo Damasco (Napoli) |

|                                     |      |                        |
|                                     | mt   | 16’ Williams           |
|                                     | tr   | 16’ Marcato            |
| Fraser 13’, 23’, 33’, 55’, 61’, 65’ | c.p. | 41’ Goosen 64’ Marcato |

| Arbitro: | Alan Falzone (Padova) |

|                               |      |                 |
| S. Bortolussi 10’ tecnica 30’ | mt   | 68’ Bacchetti   |
| Hore 30’                      | tr   |                 |
| Hore 73’                      | c.p. | 15’, 49’ Bustos |

| Arbitro: | Paolo Ventura (Roma) |

|                   |      |                |
| Vilk 17’ Louw 33’ | mt   |                |
| Marcato 33’       | tr   |                |
| Marcato 3’        | c.p. | 9’, 50’ Fraser |

### Finale
| Arbitro: | Stefano Mancini (Frascati) |

| |              | |
| Vilk 18’ Di Santo 31’ Goosen 38’ R. Barbieri 80’ | mt           | 36’ Cox 62’ Law |
| Goosen 18’, 31’, 80’ | tr           | 36’, 62’ Law |
| Goosen 70’ | c.p.         | 22’, 58’ Law |
| · Williams · Vilk · Sgarbi · Waters · 74’ Horak · Goosen · 56’ Picone · 53’-61’ Kingi · Louw · 61’ Orlando · v. Zyl · 80+4’ A. Pavanello (c) · Di Santo · 56’ Sbaraglini · 80+4’ Allori | Formazioni   | · Law · Robertson · Cox · Johansson 73’ · Neivua · Hore · Canavosio 68’ · Quinnell 53’ · L. Persico · Sole · Geldenhuys · Hohneck · Fernández Rouyet · Ferraro (c) · Alonso 71’ |
| · 53’, 61’ 61’ R. Barbieri · 56’ Semenzato · 56’ Vidal · 74’ Sartoretto · 80+4’ A. Ceccato · 80+4’ E. Pavanello                                                                         | Sostituzioni | · Benatti 53’ · Brancoli 68’ · Milani 71’ · Harvey 73’ |
| Franco Smith | Allenatori   | Jim Love |

## Verdetti
- Benetton: campione d'Italia;
- Benetton e Viadana: qualificate alla Heineken Cup;
- Rovigo, Petrarca, Parma e Rugby Roma: qualificate all'European Challenge Cup;
- Calvisano e Capitolina: retrocesse rispettivamente in serie A2 e serie B su loro richiesta per ritiro dal torneo a fine stagione.